# Klas Bömecke
Klas Bömecke (* 3. Mai 1972 in Recklinghausen) ist ein deutscher Produzent für Videomarketing und Kommunikationstrainer. Davor arbeitete er als Fernseh-  und Radiomoderator sowie Journalist.

## Leben
Nach einer Banklehre studierte Bömecke von 1994 bis 1998 Journalistik und Ethnologie in Leipzig. Die Stationen seiner Karriere führten Bömecke von der Mitarbeit bei der Waltroper Zeitung (1989–1993) zum Dortmunder Radiosender Radio 91.2 (1993–1997), wo er freiberuflich Beiträge verfasste und Sendungen moderierte. Sein Volontariat machte er bei der Leipziger Fernsehproduktion 99 pro Autorenfernsehen (1998–2000). Von dort wechselte er als Redakteur und Host zum ProSieben-Magazin SAM (1999–2006), wo er auch als Host für Galileo arbeitete (2005–2006). Danach arbeitete er freiberuflich als Reporter und Moderator für den WDR.
Von 2006 bis 2010 war er jeden Sonntagmorgen um 11 Uhr in der ARD-Sendung Kopfball als sogenannter Wissensreporter zu sehen. In dem Wissensformat firmierte Bömecke als „Action-Man“ und ging – unterstützt von seinen Co-Moderatoren Ulrike Brandt-Bohne, Isabel Hecker, Adrian Pflug, Steffi Terhörst und Burkhardt Weiß – in Experimenten, aufwendigen Stunts oder per Expertenbefragung Alltagsphänomenen aus den Bereichen Wissenschaft, Technik und Natur auf den Grund. Darüber hinaus arbeitete er als On-Air-Reporter für verschiedene WDR-Wissenschaftsformate, u. a. Quarks & Co. 2009 moderierte er unter anderem die zehnteilige Reportagereihe Mein Mann, sein Hobby und ich bei Kabel1. Moderator Klas Bömecke war quer durch Deutschland unterwegs, um die verrücktesten Hobbyisten und ihre mitleidenden Frauen aufzuspüren.
Von 2011 bis 2013 war Bömecke erneut für das Wissensmagazin Galileo als Reporter tätig. In der Folge arbeitete er als Coach und Trainer in den Bereichen Karriereplanung, Rhetorik und Präsentation für ein Unternehmen in München als auch als freier Autor für Sprechertexte von Fernsehformaten (hier: ARD, ProSieben, Sat.1, Kabel Eins).
Privat ist Klas Bömecke mit einem Partner liiert, mit dem er zwei Söhne hat. 